# Шахматисты (картина Корнелиса де Мана)
Шахматисты (англ. The Chess Players) — картина голландского художника Корнелиса де Мана (нидерл. Cornelis de Man, 1621—1706).

## История создания и судьба картины
Картина создана Корнелисом де Маном около 1670 года. Техника — масло, холст. Размер — 97,5 на 85 сантиметров. Современное местонахождение — Музей изобразительных искусств в Будапеште. Инвентарный номер (Inv. Nr.) — 320. Картина поступила в музей в 1871 году.

## Сюжет
Интерьер картины — жилая комната (спальня как таковая в голландских домах этого времени не существовала, кровать размещалась в одной из жилых комнат), в которой ухоженный мужчина и элегантно одетая дама играют в шахматы. Кошка (обычно на картинах на шахматную тему изображалась не кошка, а декоративная собака; примеры: миниатюра «Карл Ангулемский и Луиза Савойская играют в шахматы» Робине Тестара, миниатюра «Герцог Альбрехт V и его жена Анна за игрой в шахматы» Ганса Милиха, картина «Игроки в шахматы» Лодовико Карраччи...), картины и старинные меха для раздувания огня в камине возле очага создают атмосферу приятного домашнего времяпровождения, интригу вносят жест мужчины (стандартный жест на подобных изображениях, передающий удивление и признание своего поражения) и насмешливый взгляд девушки на зрителя.
Фигуры и жесты персонажей достаточно искусственны, но это искупается реалистичным изображением интерьера. Внутреннее убранство голландских домов XVII века достаточно простое, но одновременно уютное. Стол имеет массивные резные ножки, из-за которых он и получил особое название «балпут» («грушеобразные ноги»). Такие столы делались чаще всего из дуба, столешница раздвигалась, на картине она покрыта тяжёлой скатертью с ярким геометрическим узором. Голландские стулья этого времени имеют высокую прямую спинку и высокие подлокотники. Обивались такие стулья обычно кожей с помощью крупных гвоздиков с круглыми шляпками. Картины на стенах помещались в декоративные рамы. В углу комнаты находится традиционный шкаф-кровать. Он был обычно сделан из досок, закрывался пологом из тяжёлой декоративной ткани. Камин по традиции выложен декоративной керамической плиткой.
Женщина сделала паузу перед своим заключительным ходом, держа в руке шахматную фигуру (коня), она поворачивает голову, чтобы иронически посмотреть на зрителя. Мужчина делает жест, означающий, что он понимает, что терпит поражение и изумлён неожиданным исходом партии. Выражение лица женщины и особенно улыбка указывает на то, что она чётко знает, как завершить партию в свою пользу. Любопытно изображение кошки с колокольчиком на шее, греющейся у зажжённого камина (что противопоставляет теплоту отношений персонажей в интерьере холоду, подразумеваемому за пределами дома), которая бросает взгляд на свою хозяйку. Свет в центральной и нижней левой части картины течёт тепло и спокойно. Хорошо различимы плиточный пол в шахматную клетку, небольшая поленница и меха для раздувания огня рядом с кошкой в нижнем левом углу. Верхняя и задняя часть этой комнаты погружены в полумрак.
На стене сзади висит причудливой формы старинный струнный щипковый музыкальный инструмент цистра По форме он напоминает современную полуовальную мандолину. Интерьер предполагает верхушку среднего класса голландской семьи, которая может позволить себе такое развлечение (шахматы, музицирование) в свободное время.
Картины Корнелиса де Мана позволяют реконструировать интерьер его мастерской. В частности, тот же интерьер запечатлён на картине Корнелиса де Мана «Взвешивающий золото» (1670).
Рука женщины, в которой она держит фигуру коня, заслоняет часть доски, что требует от зрителя решения своеобразной головоломки, — почему мужчина охвачен удивлением и демонстрирует признание своего поражения. Позиция, видимая на доске, не располагает к такой реакции. Рука женщины должна заслонять ладью, стоящую на поле h7 или g7, которая имеет решающую роль в короткой и достаточной простой комбинации, приводящей к развязке. Предыдущий ход чёрных — 1. … Фd8+. Вероятно, ферзь с шахом отступал от нападения на него белой фигуры (например, этой самой ладьи). Ответный ход белых не только закрывает от чёрного ферзя белого короля, но и ставит чёрным мат: 2. Кd6X (с е4).

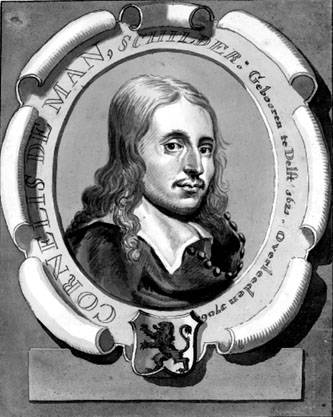
Tako Hajo Jelgersma. Корнелис де Ман. Special Collections Leiden University Library
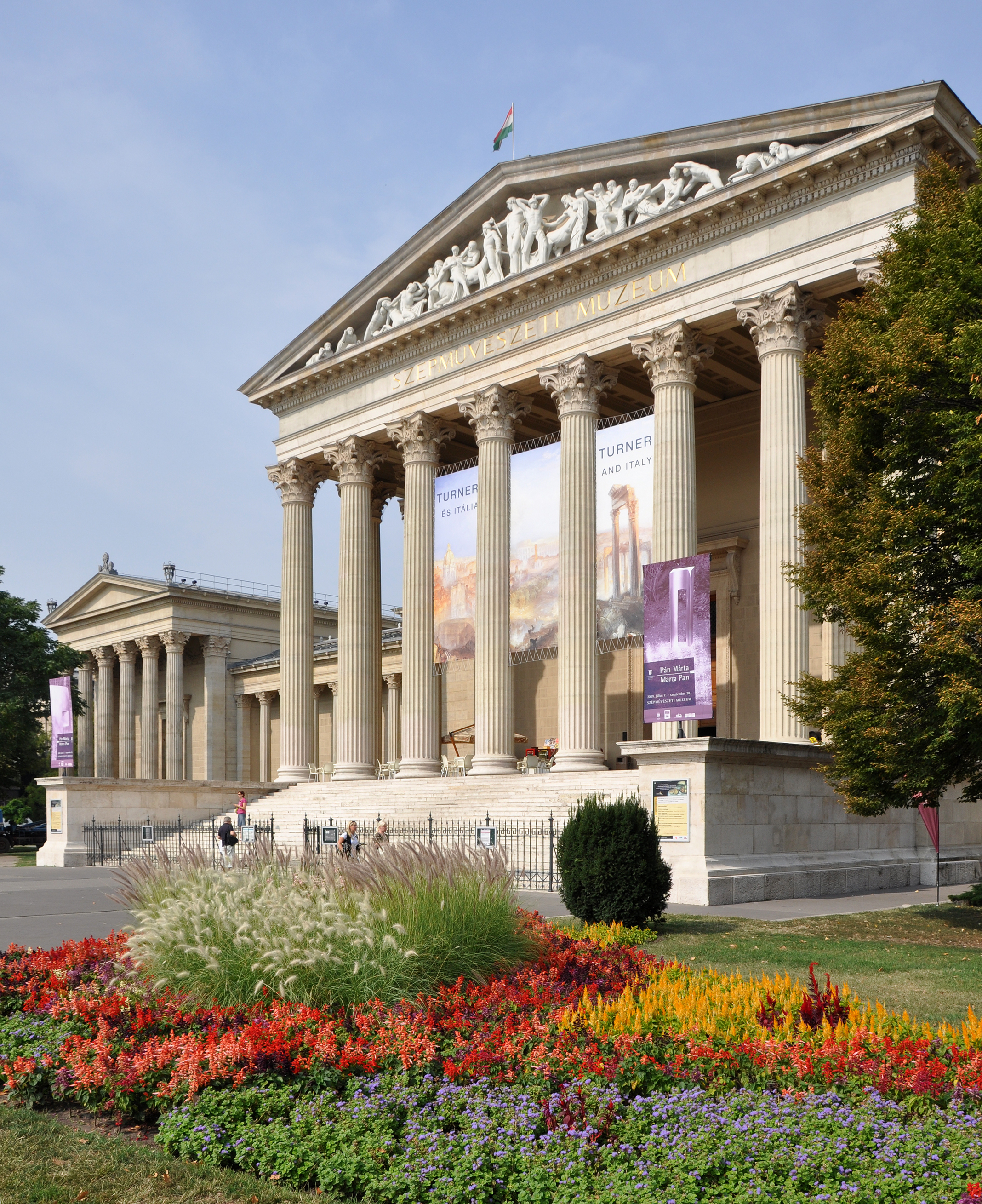
Музей изобразительных искусств (Будапешт)
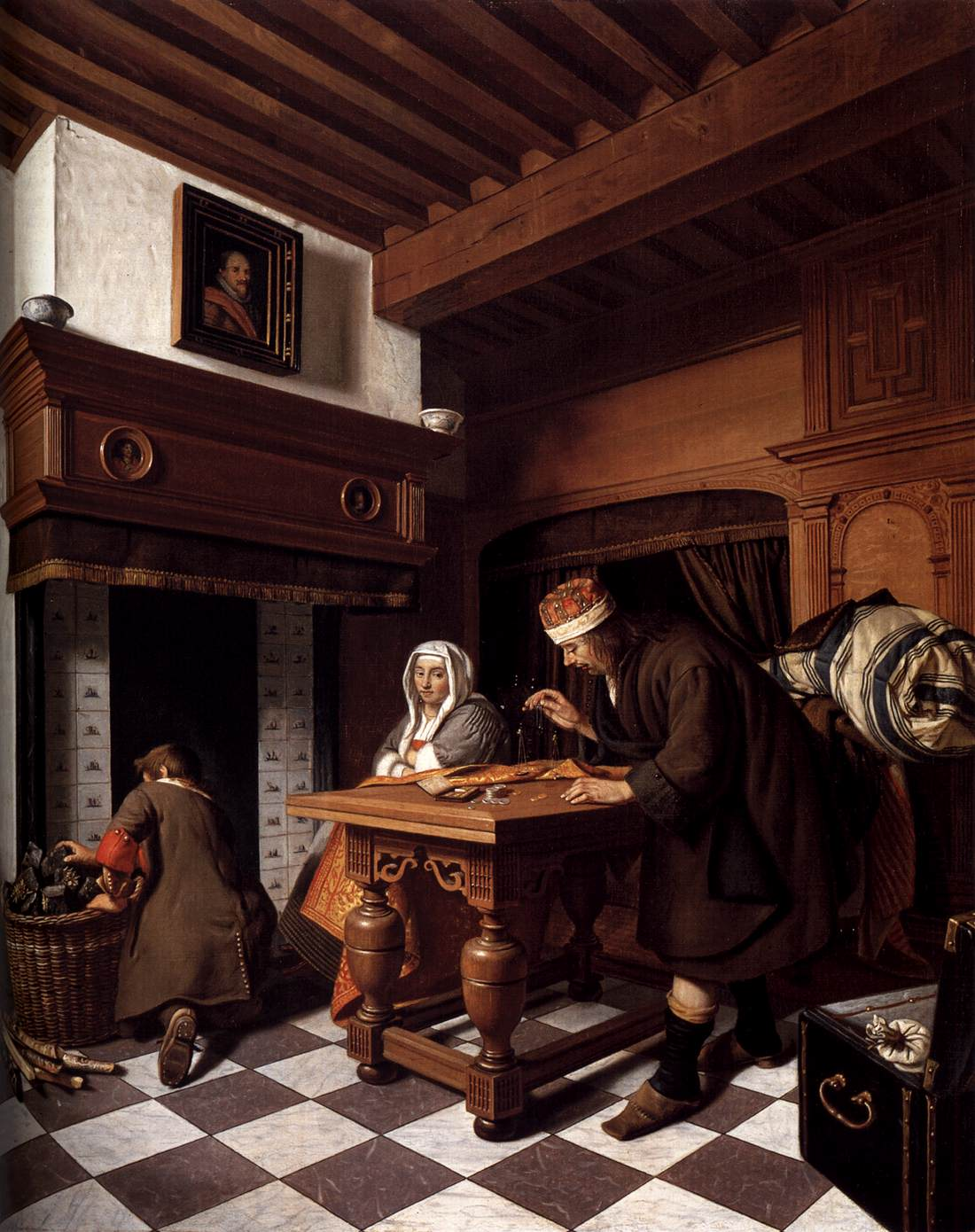
Корнелис де Ман. Взвешивающий золото, около 1670

## Интересные[кому?]факты
Миниатюрную копию картины «Шахматисты» Корнелиса де Мана для The Museum of Art Miniatures (замок Локет, Чехия) выполнила Виктория Морозова в масштабе 1:12. Копия была представлена на фестивале миниатюристов в Кенсингтоне, Великобритания.